# تیف مکلم
ریچارد تیفانی «تیف» مکلم (انگلیسی: Tiff Macklem؛ زادهٔ ۱۹۶۱ (۶۳–۶۴ سال)) بانکدار و اقتصاددان کانادایی است که به عنوان رئیس فعلی بانک کانادا خدمت می‌کند. او همچنین رئیس سابق دانشکده مدیریت راتمن بود و پیش از این به عنوان معاون ارشد رئیس بانک کانادا خدمت کرده بود.